# Hang Thiên Đường

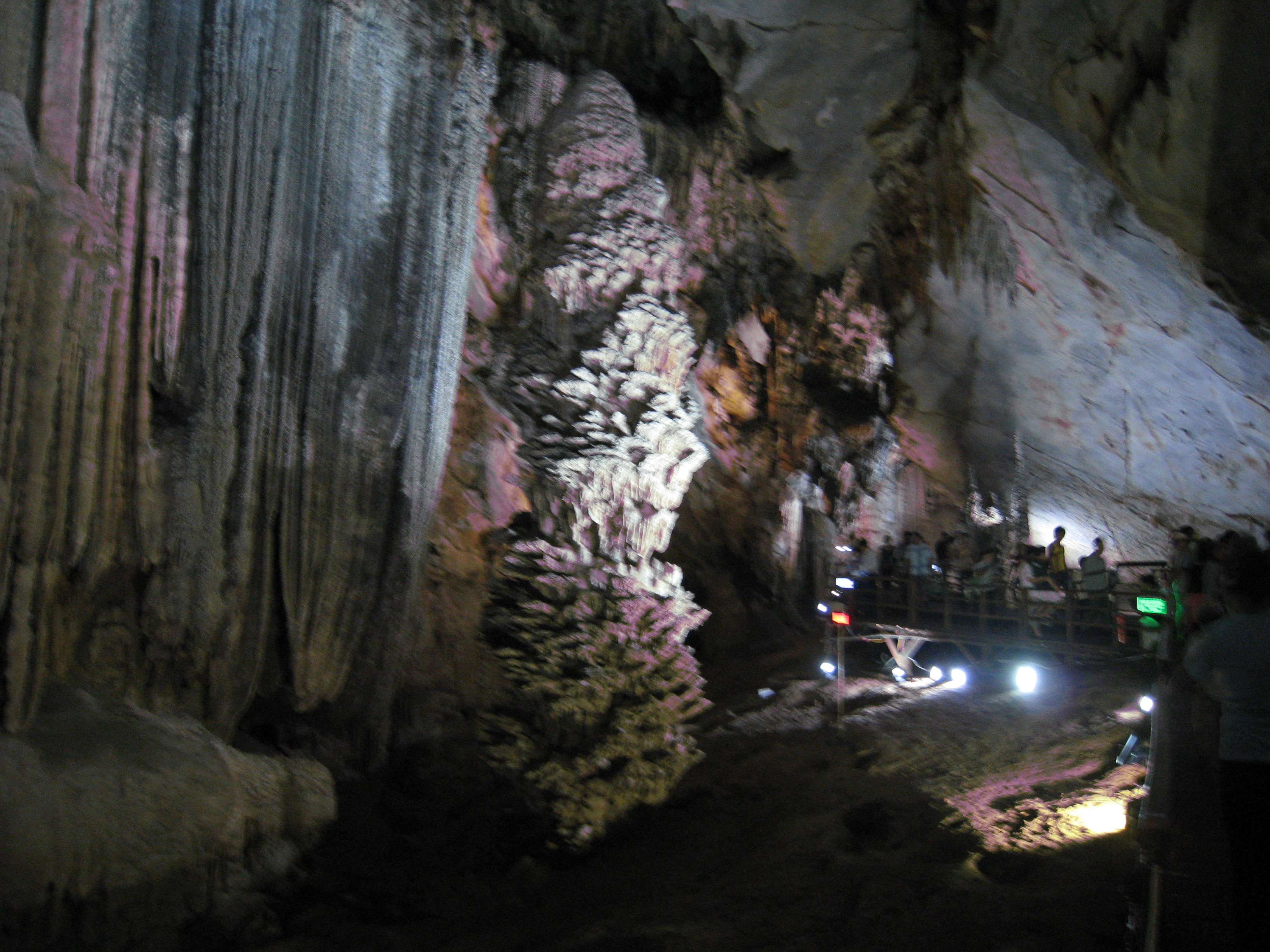
Hang Thiên Đường

A Hang Thien Duong (jelentése kb. Paradicsom-barlang) egy barlang Vietnámban, a Phong Nha – Kẻ Bàng Nemzeti Park területén, az ország középső részén, a Vietnámi-hegységben. A kutatók a 2010-es felfedezőúton 31 kilométernyire tudtak behatolni a barlangba.
A Thien Duong ötször nagyobb, mint a Phong Nha-barlang, melyet korábban Vietnám legnagyobb barlangjának tartottak.